# Scytodes punctipes
Scytodes punctipes är en spindelart som beskrevs av Simon 1907. Scytodes punctipes ingår i släktet Scytodes och familjen spottspindlar.
Artens utbredningsområde är Principe. Inga underarter finns listade i Catalogue of Life.